# Joanna Page
Joanna Louise Page (Treboeth, 23 marzo 1977) è un'attrice gallese.

## Biografia
Figlia unica, ha studiato alla Royal Academy of Dramatic Art a Londra, completandola nel 1998, ed è diventata famosa per aver recitato in Love Actually. Attualmente vive a Dulwich (South London).
L'attrice ha recitato in La vera storia di Jack lo squartatore - From Hell, Mine All Mine, Love Actually - L'amore davvero e Miss Julie ed in numerose altre produzioni della Royal National Theatre. È anche comparsa nel video musicale Makin' Out di Mark Owen.
Ha lavorato nel ruolo di Stacey nella sitcom Gavin & Stacey, in onda su BBC Two. Per tale interpretazione nel 2007 la Page è stata nominata nella categoria Miglior nuova attrice comica durante l'assegnazione dei British Comedy Awards.
Ha interpretato la regina Elisabetta I nello speciale del 50º Anniversario di Doctor Who.
Nel 2000 si è fidanzata con l'attore James Thornton e nel 2003 si sono sposati. Hanno avuto due figli: Eva Madelief Russell (2013) e Kit James (2015).

## Filmografia parziale

### Cinema
- Miss Julie, regia di Mike Figgis (1999)
- La vera storia di Jack lo squartatore - From Hell (From Hell), regia di Allen e Albert Hughes (2001)
- Love Actually - L'amore davvero (Love Actually), regia di Richard Curtis (2003)
- Dream Horse, regia di Euros Lyn (2020)

### Televisione
- Mine All Mine – serie TV, 5 episodi (2004)
- Gavin & Stacey – serie TV (2007-2010)
- Il giorno del Dottore (Doctor Who) - serie TV (2013)